# Manipolazione di Polaroid
Per manipolazione di Polaroid si intende il processo attraverso il quale la pellicola della polaroid viene alterata a finì artistici, per conferirle caratteristiche espressive che vanno oltre la rappresentazione fotografica di base tipica di questa tecnologia.

## Tipi

### Manipolazione su pellicola impressa
Il processo manipolativo ha luogo sulla pellicola già impressa, dopo che la stessa viene espulsa dalla macchina fotografica. Si agisce con vari mezzi fisici o chimici sulla fotografia, conferendole un aspetto diverso dall'originale per composizione cromatica, consistenza al tatto, forma. L’immagine originaria impressa sulla pellicola può o meno essere ravvisabile nel prodotto finale della manipolazione.

### Manipolazione su pellicola non impressa
Diversamente da quanto avviene nel processo creativo su pellicola impressa, la manipolazione su pellicola non impressa prescinde dallo sviluppo chimico della pellicola, e va ad agire sulla pellicola vergine. Gli effetti voluti dall’artista vengono anche in quieto caso perseguiti attraverso l’utilizzo dei reagenti chimici, l’applicazione di agenti fisici o chimici, l'azione di utensili, ma l’immagine finale che risulterà da processo sarà del tutto astratta, mancando del tutto qualsiasi riferimento a una immagine reale impressa.